# L'Ultime Offenbach
 (septembre 2012).
Si vous disposez d'ouvrages ou d'articles de référence ou si vous connaissez des sites web de qualité traitant du thème abordé ici, merci de compléter l'article en donnant les références utiles à sa vérifiabilité et en les liant à la section « Notes et références ».
 (juin 2020).
Pour les articles homonymes, voir Offenbach (homonymie).
L'Ultime Offenbach est une compilation du groupe de rock québécois Offenbach sortie en 2007, disponible en édition limitée. Dans sa boite, il y a deux CD, un DVD et un livret.

## Liste des titres
| No  | Titre                            | Durée |
| --- | -------------------------------- | ----- |
| 1.  | J'ai l'rock'n'roll pis toé       | 3:25  |
| 2.  | Deux autres bières               | 3:29  |
| 3.  | Bye Bye!                         | 3:43  |
| 4.  | Je chante comme un coyote        | 5:21  |
| 5.  | Mes blues passent pu dans porte  | 4:13  |
| 6.  | Ride Ride Ride                   | 3:06  |
| 7.  | Promenade sur Mars               | 3:59  |
| 8.  | Câline de blues                  | 6:55  |
| 9.  | Faut que j'me pousse             | 4:55  |
| 10. | Le blues me guette               | 2:51  |
| 11. | Rock de v'lours                  | 3:03  |
| 12. | Prends pas tout mon amour        | 3:25  |
| 13. | Georgia on my mind               | 4:17  |
| 14. | Les eaux qui dorment             | 3:25  |
| 15. | Le chat sauvage                  | 3:24  |
| 16. | La voix que j'ai                 | 4:27  |
| 17. | Seulement qu'une aventure        | 4:20  |
| 18. | La louve                         | 3:52  |
| 19. | Poison Rouge                     | 3:33  |
| 20. | Palais des glaces                | 3:32  |
| 21. | Le juge et l'assassin            | 4:07  |
| 22. | Zimbabwe                         | 4:09  |
| 23. | Je l'sais ben                    | 5:00  |
| 24. | Quand les hommes vivront d'amour | 3:53  |
| 25. | Taxi rock'n'roll                 | 3:23  |
| 26. | Strange time                     | 3:08  |
| 27. | Someone on the line              | 3:49  |
| 28. | Le bar salon des deux toxons     | 3:02  |
| 29. | Hit and run                      | 4:06  |
| 30. | Ayoye                            | 6:20  |
| 31. | Le rock'n'roll veut ma peau      | 3:36  |
| 32. | Diable vert                      | 3:05  |
| 33. | Ode to the road                  | 3:35  |
| 34. | Ma patrie est à terre            | 2:46  |
| 35. | Teddy                            | 3:17  |
| 36. | Chu un rocker                    | 4:58  |
| 37. | Québec Rock                      | 3:59  |
| 38. | L'Hymne à l'amour                | 5:40  |